# 雷澤迪夫卡
47°57′57″N 35°31′31″E / 47.96583°N 35.52528°E
雷澤迪夫卡（烏克蘭語：Резедівка）是位於烏克蘭東南部的村莊，由扎波羅熱州扎波羅熱区的巴甫利夫斯凱市鎮負責管轄。該村距離扎多羅日涅1.5公里，始建於1870年，面積0.439平方公里。